# 米劳
米劳（德語：Mylau，發音：[ˈmyːlaʊ] ⓘ）是德国萨克森州福格特兰县曾经的一个市镇，面积4.73平方千米，人口为人。2016年1月1日，米劳并入市镇福格特兰地区赖兴巴赫。